# 肯德爾鎮區 (堪薩斯州漢密爾頓縣)
肯德爾鎮區（英語：Kendall Township）是位於美國堪薩斯州漢密爾頓縣的一個行政鎮區。

## 地方資料
肯德爾鎮區的面積為234.19平方千米，當中陸地面積為234.19平方千米，而水域面積為0.00平方千米。根據2010年美國人口普查的數據，當地共有人口85人，而人口密度為每平方千米0.36人。

## 外部連結
- US-Counties.com
- City-Data.com （页面存档备份，存于）